# UEMOA Toernooi 2016
Het UEMOA Toernooi 2016 is het zevende toernooi van het UEMOA Toernooi. Het toernooi werd gehouden van 26 november tot en met 3 december 2016 in Lomé, Togo. Het toernooi wordt gewonnen door Senegal. Dat land won in de finale van Mali met 1–0.

## Groepsfase

### Groep A
| Land            | Wed | Win | Gel | Ver | DV | DT | +/- | Pnt |
| --------------- | --- | --- | --- | --- | -- | -- | --- | --- |
| Mali            | 3   | 2   | 1   | 0   | 2  | 0  | +2  | 7   |
| Niger           | 3   | 1   | 2   | 0   | 2  | 1  | +1  | 5   |
| Ivoorkust (–20) | 3   | 1   | 1   | 1   | 1  | 1  | 0   | 4   |
| Togo            | 3   | 0   | 0   | 3   | 1  | 4  | –3  | 0   |

|                                           |      |                   |      |                                                       |
| 26 november 2016 «onderlinge duels» 15:00 | Togo | 0 – 1             | Mali | Stade de Kégué, Lomé Scheidsrechter: Maguette N'Diaye |
| 26 november 2016 «onderlinge duels» 15:00 |      | Ibrahima Kone 57' |      | Stade de Kégué, Lomé Scheidsrechter: Maguette N'Diaye |

|                                           |       |       |                 |                                                     |
| 26 november 2016 «onderlinge duels» 17:30 | Niger | 0 – 0 | Ivoorkust (–20) | Stade de Kégué, Lomé Scheidsrechter: Raphiou Ligali |
| 26 november 2016 «onderlinge duels» 17:30 |       |       |                 | Stade de Kégué, Lomé Scheidsrechter: Raphiou Ligali |

|                                           |      |       |       |                                                                |
| 28 november 2016 «onderlinge duels» 15:00 | Mali | 0 – 0 | Niger | Stade de Kégué, Lomé Scheidsrechter: Reinaldo Domingos Barbosa |
| 28 november 2016 «onderlinge duels» 15:00 |      |       |       | Stade de Kégué, Lomé Scheidsrechter: Reinaldo Domingos Barbosa |

|                                           |      |                 |                 |                                                    |
| 28 november 2016 «onderlinge duels» 17:30 | Togo | 0 – 1           | Ivoorkust (–20) | Stade de Kégué, Lomé Scheidsrechter: Jean Ouattara |
| 28 november 2016 «onderlinge duels» 17:30 |      | Razak Cissé 92' |                 | Stade de Kégué, Lomé Scheidsrechter: Jean Ouattara |

|                                           |                 |                    |      |                                                    |
| 30 november 2016 «onderlinge duels» 15:00 | (–20) Ivoorkust | 0 – 1              | Mali | Stade de Kégué, Lomé Scheidsrechter: Jean Ouattara |
| 30 november 2016 «onderlinge duels» 15:00 |                 | Moussa Djenepo 26' |      | Stade de Kégué, Lomé Scheidsrechter: Jean Ouattara |

|                                           |                                 |       |             |                                                                  |
| 30 november 2016 «onderlinge duels» 15:00 | Niger                           | 2 – 1 | Togo        | Stade Municipal (Lomé) Scheidsrechter: Reinaldo Domingos Barbosa |
| 30 november 2016 «onderlinge duels» 15:00 | Moussa Mossi 28', Hani Koye 65' |       | Kouloun 35' | Stade Municipal (Lomé) Scheidsrechter: Reinaldo Domingos Barbosa |

### Groep B
| Land          | Wed | Win | Gel | Ver | DV | DT | +/- | Pnt |
| ------------- | --- | --- | --- | --- | -- | -- | --- | --- |
| Senegal (–20) | 3   | 2   | 1   | 0   | 7  | 1  | +6  | 7   |
| Burkina Faso  | 3   | 1   | 1   | 1   | 2  | 2  | 0   | 4   |
| Guinee-Bissau | 3   | 1   | 0   | 2   | 1  | 6  | –5  | 3   |
| Benin         | 3   | 0   | 2   | 1   | 0  | 1  | –1  | 2   |

|                                           |                                   |       |                      |                                                     |
| 27 november 2016 «onderlinge duels» 15:00 | Senegal (–20)                     | 2 – 1 | Burkina Faso         | Stade de Kégué, Lomé Scheidsrechter: Yanissou Bebou |
| 27 november 2016 «onderlinge duels» 15:00 | Aliou Badji 13' Ibrahim Niane 89' |       | Ismaël Karambiri 24' | Stade de Kégué, Lomé Scheidsrechter: Yanissou Bebou |

|                                           |                |       |       |                                                      |
| 27 november 2016 «onderlinge duels» 17:30 | Guinee-Bissau  | 1 – 0 | Benin | Stade de Kégué, Lomé Scheidsrechter: Ousmane Karembe |
| 27 november 2016 «onderlinge duels» 17:30 | Toni Silva 73' |       |       | Stade de Kégué, Lomé Scheidsrechter: Ousmane Karembe |

|                                           |               |       |               |                                                                    |
| 29 november 2016 «onderlinge duels» 15:00 | Burkina Faso  | 1 – 0 | Guinee-Bissau | Stade de Kégué, Lomé Scheidsrechter: Abdoulaye Rhissa Al-Moustapha |
| 29 november 2016 «onderlinge duels» 15:00 | Karambiri 13' |       |               | Stade de Kégué, Lomé Scheidsrechter: Abdoulaye Rhissa Al-Moustapha |

|                                           |       |       |               |                                                    |
| 29 november 2016 «onderlinge duels» 17:30 | Benin | 0 – 0 | Senegal (–20) | Stade de Kégué, Lomé Scheidsrechter: Allou Miessan |
| 29 november 2016 «onderlinge duels» 17:30 |       |       |               | Stade de Kégué, Lomé Scheidsrechter: Allou Miessan |

|                                          |              |       |       |                                                    |
| 1 december 2016 «onderlinge duels» 15:00 | Burkina Faso | 0 – 0 | Benin | Stade de Kégué, Lomé Scheidsrechter: Boubou Traoré |
| 1 december 2016 «onderlinge duels» 15:00 |              |       |       | Stade de Kégué, Lomé Scheidsrechter: Boubou Traoré |

|                                          |                                                                          |       |               |                                                        |
| 1 december 2016 «onderlinge duels» 15:00 | (–20) Senegal                                                            | 5 – 0 | Guinee-Bissau | Stade Municipal (Lomé) Scheidsrechter: Ousmane Karembe |
| 1 december 2016 «onderlinge duels» 15:00 | Ibrahima Niane 16' Krepin Diatta 24' Aliou Badje 30', 80' Pape Habib 88' |       |               | Stade Municipal (Lomé) Scheidsrechter: Ousmane Karembe |

## Finale
|                                          |      |                 |               |                                                    |
| 3 december 2016 «onderlinge duels» 16:30 | Mali | 0 – 1           | Senegal (–20) | Stade de Kégué, Lomé Scheidsrechter: Allou Miessan |
| 3 december 2016 «onderlinge duels» 16:30 |      | Aliou Badje 78' |               | Stade de Kégué, Lomé Scheidsrechter: Allou Miessan |

| Winnaar UEMOA Toernooi 2016 |
| --------------------------- |
|                             |
| SENEGAL Derde titel         |